# Кате-Сар-е-Хомам
Кате-Сар-е-Хомам (перс. کته سرخمام) — дегестан в Ірані, у бахші Хомам, в шагрестані Решт остану Ґілян. За даними перепису 2006 року, його населення становило 11757 осіб, які проживали у складі 3416 сімей.

## Населені пункти
До складу дегестану входять такі населені пункти:
- Бармаче-Бала-Махаль
- Бармаче-Паїн-Махаль
- Дафчаг
- Есмаілабад
- Ешменанталем
- Калячаг
- Кате-Сар
- Кевішад
- Лат
- Марз-Дешт
- Мешка-Пошт
- Тісіє